# Anticiclone delle Azzorre

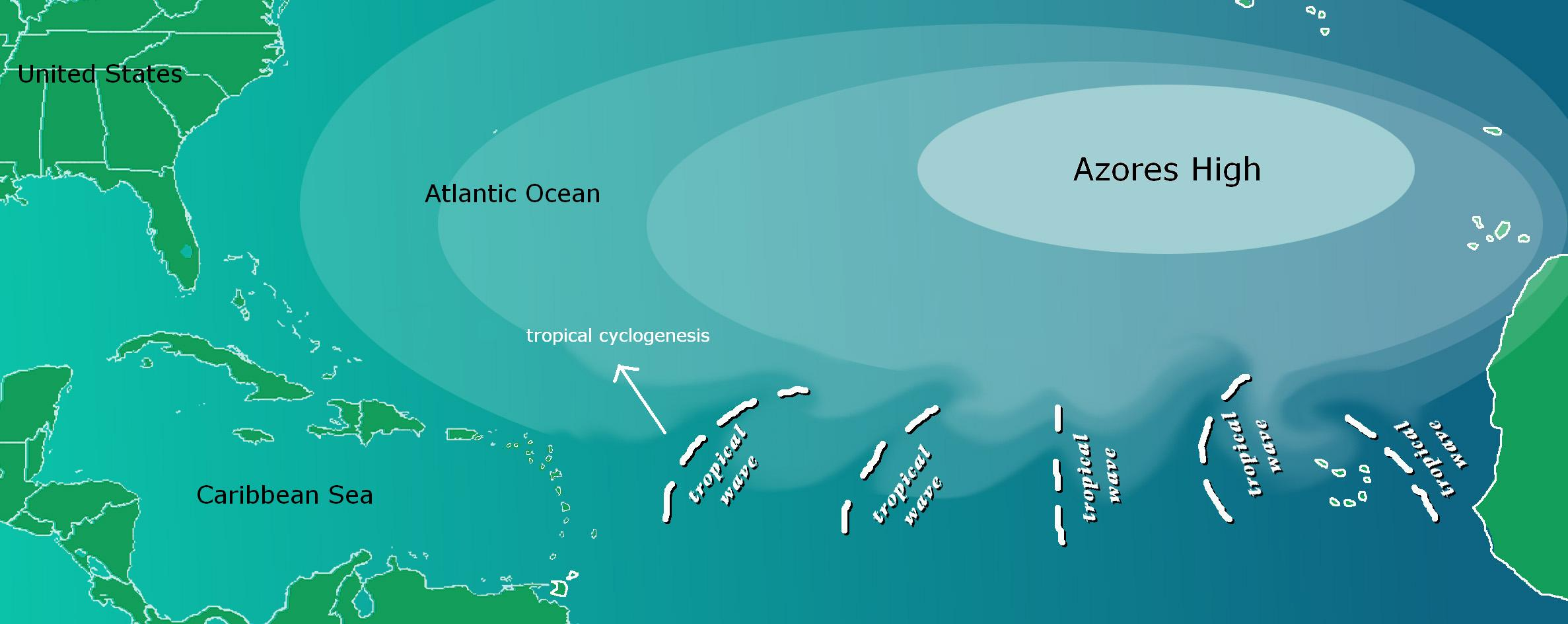
Anticiclone delle Azzorre

In meteorologia l'anticiclone delle Azzorre è un'area di alta pressione semipermanente di origine subtropicale oceanica, generalmente sempre presente sull'oceano Atlantico settentrionale con il suo massimo di pressione atmosferica mediamente in prossimità delle omonime isole; la sua origine deriva dalla circolazione atmosferica stessa che produce in corrispondenza di tali latitudini una fascia di alte pressioni semi-permanenti su ciascun emisfero come risultato della subsidenza atmosferica della cella di Hadley intertropicale.

## Descrizione

### Influenze meteorologiche
Questa area di alta pressione, in base ai suoi spostamenti e alle sue espansioni, condiziona la scena meteorologica dell'intero continente europeo a scala sinottica. L'anticiclone, infatti, può espandersi sia per parallelo, portandosi, quindi, verso il Mediterraneo, sia per meridiano, spingendosi verso il circolo polare artico, in stretta relazione con gli spostamenti della depressione d'Islanda. Un ruolo analogo è svolto nell'emisfero meridionale dall'anticiclone di Sant'Elena, che staziona in maniera semipermanente nell'oceano Atlantico meridionale intorno all'isola di Sant'Elena a sud dell'equatore e della zona di convergenza intertropicale, nei pressi del tropico del Capricorno e a nord del fronte polare.
Nella stagione estiva l'anticiclone può espandersi verso est, interessando tutto il bacino del Mediterraneo, gran parte dell'Europa centrale e la parte meridionale dell'Inghilterra, anche se con molta minore frequenza rispetto agli anni sessanta - settanta, quando costituiva sicuramente la figura barica dominante dell'estate anche sull'Italia, mentre ora è generalmente rimpiazzato dall'anticiclone subtropicale africano. Il suo bordo meridionale spesso si fonde con l'anticiclone subtropicale africano, che, a periodi alterni, si spinge verso nord, interessando l'Europa meridionale e generando ondate di calore. In tale situazione le condizioni atmosferiche risultano stabili con situazioni di caldo moderato e persistente in gran parte dell'Europa meridionale, dove però possono verificarsi locali fenomeni temporaleschi termoconvettivi ad evoluzione diurna quando in quota transita aria fredda che, scontrandosi con l'aria calda che si solleva a seguito dell'intenso riscaldamento, produce intensa convezione.
Il bordo settentrionale e quello orientale dell'anticiclone risultano maggiormente insidiabili dalle perturbazioni atlantiche che vengono convogliate verso il continente europeo dalla depressione d'Islanda, tendendo a muoversi da nord-ovest verso sudest. Le zone che risultano essere, pertanto, maggiormente influenzate dalla variabilità meteorologica dovuta al transito delle perturbazioni sono le isole britanniche, la parte centro-settentrionale dell'Europa continentale e la penisola balcanica centro-settentrionale.
Al contrario, la penisola iberica meridionale, la Francia meridionale, la fascia costiera del Mar ligure, le Baleari, la Corsica, la Sardegna, la Sicilia, la fascia costiera della Maremma, l’Italia meridionale, la Grecia e tutta l'Africa settentrionale risultano interessate in modo persistente, eccezion fatta per la stagione invernale - nella quale il flusso perturbato atlantico interessa regolarmente anche queste aree - dall'anticiclone delle Azzorre, oppure dall'anticiclone subtropicale africano; questi due anticicloni spesso si intersecano tra loro proprio in queste posizioni; consegue per tutte queste aree un clima estivo caratterizzato da siccità prolungata e da condizioni strutturali di aridità. Eccezionalmente, si sono verificate però stagioni estive in cui l'anticiclone, anziché entrare nel Mediterraneo, ha assunto in modo persistente un'estensione in senso meridiano, come nel 1975, 1976, 1989, 2002 e 2014, con la formazione di un quasi persistente anticiclone scandinavo, in continuo ricongiungimento con quello delle Azzorre, che in quegli anni ha determinato stabilità atmosferica e siccità in Scandinavia, mentre forti temporali e piogge abbondanti colpivano l'Europa meridionale e l'intero bacino del Mediterraneo.
Durante i periodi prolungati di tempo stabile è riconoscibile la presenza dell'azione stabilizzante dell'anticiclone delle Azzorre quando si verifica un moderato sviluppo di nubi cumuliformi ad evoluzione diurna nelle zone interne, più accentuato sui rilievi collinari e montuosi, che risentono delle leggere infiltrazioni in quota che possono penetrare all'interno dell'area di alta pressione dal bordo settentrionale o da quello orientale che, generalmente, risultano quelli più deboli.
Nelle stagioni intermedie l'anticiclone delle Azzorre alterna temporanee espansioni simili a quelle della stagione estiva a periodi di completa ritirata nell'oceano Atlantico o disposizioni in senso meridiano verso la Groenlandia, le isole britanniche e la Scandinavia, che in entrambi i casi determinano, per l'Europa centro-meridionale e per il bacino del Mediterraneo, condizioni di variabilità, a tratti perturbata.
Più complessa risulta la stagione invernale, quando l'anticiclone delle Azzorre può sia rimanere in oceano Atlantico sia posizionarsi in senso meridiano, determinando la formazione dell'anticiclone scandinavo, che, espandendosi verso sudovest, porta venti forti nord-orientali verso il Mediterraneo. In questo caso spesso si formano depressioni sul basso Tirreno, che determinano condizioni di tempo molto perturbato su tutta l'Italia meridionale e sul medio-basso versante Adriatico, mentre in questo scenario l'Italia settentrionale, la Toscana, l'alto Lazio e parte della Sardegna si ritrovano riparate dalle Alpi e dagli Appennini e sono interessate da giornate ventose con cielo sereno e terso. Altre volte, invece, l'alta pressione delle Azzorre riesce ad espandersi per alcuni giorni verso l'Europa e verso il Mediterraneo, garantendo condizioni di stabilità e assenza di vento, con formazione di nebbie nelle pianure e nelle valli interne.